# معركة سبياستوبولس
معركة سباستوبوليس أو سبياستوبولس وقعت هذه المعركة الشهيرة في منطقة سباستو في قليقية (جنوب تركيا حاليا) بين الأمويين بقيادة محمد بن مروان والروم البيزنطنيين بقيادة الإمبراطور «لينتوس» قائد السلاف «نيبلوس» وذلك سنة 692 م / 73 هـ

## البداية
- تولي عبد الملك بن مروان الخلافة الأموية في فترة عصيبة مليئة بالاضطرابات السياسية، وكانت الدولة الإسلامية مقسمة بين خلافتين. حيث أن العراق والحجاز تحت خلافة عبد الله ابن الزبير الذي كان يدير خلافته من مكة.وكانت بينهم حروب، ذلك بخلاف حروبه مع البيزنطيين وهجماتهم من الشمال التي لم يستطع صدها؛ فلذلك في 680 م وقع اتفاقية مع الإمبراطور جستنيان الثاني ان يرسل جزية كل عام إلى القسطنطينية، [1] فكان هناك سلام بين الطرفين، حتي استتب الأمر لعبد الملك بن مروان بعد مقتل ابن الزبير 73 هـ فأصبحت الخلافة تحت سيطرته وحده، ففام بإلغاء السلام مع البيزنطيين، ووجه أخاه محمد بن مروان لقتال البيزنطيين في آسيا الصغري

## المعركة
- تجمعت جيوش المسلمين في منطقة سباستو بعد أن نظم القائد محمد بن مروان صفوف جيش المسلمين تنظيم محكما وقسم جيش المسلمين إلى ثلاثة أجزاء وقاد منتصف جيشه وجعل مجموعة من الكتائب الفرسان.
- وفي المقابل تجمعت جيوش الروم في أرض المعركة بعدما نشروا كتائبهم ورفعوا صلبانهم لخوض المعركة لسحق جيش المسلمين وهم بهذا الجيش الضخم.
- وبعد ذلك أمر القائد محمد بن مروان جنود المسلمين بالتقدم إلى جيش الروم وهم يكبرون ويحث بعضهم البعض على الصبر في الجهاد والثابت في هذه المعركة اما النصر أو الشهادة وتقدم أيضا جيش الروم البيزنطي بقيادة لينتوس وقد أعجب الروم بكثرتهم وغرتهم قوتهم وعتادهم الحربي فبادروا بالهجوم علي مميمنة المسلمين، الا ان القائد ابن مروان كان على حذر فقد عرف ان الروم سيهاجمونه من الميمنة فصمد لهم فرسان المسلمين صمودا باسلا انتهى الأمر بهزيمة هجوم الروم على الميمنة بعد أن سقط الكثير منهم قتلا في ساحة المعركة فحط ذلك من معنويتهم ورفع من معنويات وهمة جيش المسلين وعندها هجم كلا الجيشين بالكامل
- وكان الضرب بالسيوف وبالرماح الطويلة وكان صمود المسلمين قويا عنيفا ثم صار الأمر الرمي بالسهام فمطر المسلمين عدوهم وابل من النبل وكان لفرسان المسلمين دور كبير في ساحة المعركة فجالت جولات عنيفة سريعة خاطفة على الروم وقعت القتلا منهم والرعب في قلوبهم وتقدم قائد المسلمين يضرب بسيفه يمنا وشمالا حتى استطاع يخترق مقدمة جيش الروم بكتائب المسلمين وعندها ارتبكت جموعهم وتفرقت صفوفهم واختل توازنهم.
- بعد أن اشتدت المعركة وصار النصر حليف المسلمين وخاصةً بعد اقتحام جيش المسلمين مقدمتهم عرفوا انها الهزيمة وان سيوف المسلمين تحصدهم ومن نجا منهم من القتل سوف يكون اسير في ايدي المسلمين مكبلين بالسلاسل فوجدوا من الأفضل لهم الانسحاب من ميدان المعركة عنده صاح قائدهم نيبلوس بالانسحاب والهزيمة فانسحبوا منهزمين، وفر ما يزيد عن 20,000 من السلاف بعدما تيقنوا من الهزيمة.[2][3][4] تاركين جيش الروم البيزنطي بقيادة لينتوس هم ومصيرهم المحتوم في المعركة.

## ما بعد المعركة
- في هذه المعركة كان النصر حليف المسلمين وأبلى المسلمون بلاءً حسنًا، وضربوا أروع الأمثلة في طلب نيل الشهادة، وإظهار حب الجهاد والصبر عند لقاء العدو، وبعدما حلت بالروم الهزيمة الكبيرة، وبعد أن انجلى غبار المعركة هرب جيش الروم وفي مقدمتهم قائدهم المهزوم اونديوس.
- وأمر القائد محمد بن مروان بتتبع جيش الروم المهزوم وتبعهم جيش المسلمين يقتلون فيهم وياسرون حتى كان آلاف منهم أسري في ايدي المسلمين وحاز المسلمين الكثر من الغنائم الجمة من جيش العدو وبهذه الهزيمة انتهت قوة الروم بأسيا الصغري ومهدت فيما بعد أن فتح المسلمين بلاد الروم باكملها آسيا الصغرى (تركيا حاليا) وضمُّها إلى الدولة الأموية حتي حاصروا القسطنطينة.
- ذكرت مصادر بأن جستنيان الثاني امبرطور بيزنطة ذبح السلاف بعد المعركة وقتل آلاف منهم بتهمة الخيانة في المعركة بما في ذلك النساء والأطفال ورمى بجثثهم في خليج نيقوميديا تشفيا وانتقاما منهم.[3] ولكن بعض المصادر لا تعتبر هذه الرواية موثوقة.[4]
- تبع هذه المعركة فتح مجمل لبلاد أرمينيا وضمها إلى الدولة الأموية